# Carlos Totorika
Carlos Totorika Izagirre (Ermua, Vizcaya, 15 de febrero de 1956), también escrito Carlos Totorica Izaguirre, es un político socialista español. Fue alcalde de su localidad natal, Ermua, entre 1991 y 2018, además de diputado del Parlamento Vasco entre 1999 y 2001.

## Biografía
Nació en Ermua en 1956. Su padre era carpintero y su madre regentaba un pequeño comercio. Estudió el Bachiller en Éibar, y se licenció en Ciencias Económicas en la Universidad de Bilbao, pasando a trabajar en la caja de ahorros Bilbao Bizkaia Kutxa de Ermua, donde llegó a ser director de dicha oficina. 
Fue militante carlista hasta 1976.
Desde 1991 hasta 2018 fue alcalde de su ciudad natal por el PSE-EE, partido al que se afilió en 1974. También ha sido parlamentario vasco, en sustitución de Rosa Díez desde octubre de 1999 hasta mayo de 2001. En 2002, tras la dimisión de Nicolás Redondo Terreros, fue candidato a la Secretaria General del PSE, en competencia con Gemma Zabaleta y Patxi López, siendo elegido finalmente este último (López obtuvo un 57% frente al 37% de Totorika). En aquel momento se consideró que Totorika era el candidato de los sectores próximos al dimitido Redondo Terreros. Es secretario general del PSE de Ermua.
Además, fue uno de los fundadores de la asociación cívica Foro de Ermua, cuyos objetivos son el apoyo a las víctimas del terrorismo y el rechazo al terrorismo en el País Vasco y la defensa de la libertad constitucional. Está asociación fue fundada el 13 de febrero de 1998 tras el asesinato del concejal del Partido Popular de Ermua Miguel Ángel Blanco por parte de la banda terrorista ETA, siendo Carlos Totorika alcalde en aquel momento de la localidad. Debido a su militancia en el PSE-EE estuvo amenazado por ETA, teniendo que llevar escolta. También ha sido galardonado con la Orden del Mérito Constitucional.
Está casado y tiene dos hijas.